# Шмидт, Каспер Вюрц
Каспер Вюрц Шмидт (дат. Kasper Würtz Schmidt, род. 25 августа 1995) — датский профессиональный велогонщик, специалист по шоссейному велоспорту и маунтинбайку.

## Карьера
Каспер Вюрц Шмидт начал свою профессиональную карьеру в велоспорте в 2013 году и фактически завершил её в 2019 году. За это время он выступал за несколько датских команд и участвовал в ряде национальных и международных гонок. 
В 2014 году Каспер выступал за Randers Cykleklub af 1910 Elite. 11 мая 2014 года он завоевал серебряную медаль в классе B на чемпионате Ютландии и Фюна (Jysk-Fynsk Mesterskab) в шоссейной гонке в Хорсенсе с временем 3:30:13. После этого достижения он был повышен до класса A. В том же году он участвовал в Туре Дании, где финишировал на 91-м месте.
В 2017 году Каспер Шмидт выступал за Riwal Platform Cycling Team. В 2018 году он перешёл в Team Herning CK PB Look. В этом году он занял 37-е место в общем зачёте Туре Антальи и 17-е место на первом этапе этой гонки. В 2019 году Шмидт присоединился к Aura Energi-CK Aarhus. В этом году он занял 8-е место на втором этапе гонки Bałtyk-Karkonosze Tour.

### Достижения

#### Шоссе
2012
9-й на 1-м этапе Tour de Himmelfart Juniors
2014
De Jyske Pinseløb:
3-й на 1-м этапе
4-й на 2-м этапе
2-й в генеральной классификации
2015
7-й на Kjellerup Gadeløb
2016
9-й на HAC Løbet
Campione Pinse Cup:
8-й на этапе в Силькеборге
5-й на этапе в Хернинге
8-й на чемпионате Дании, групповая гонка, U23
9-й на Poul Erik Bech Løbet
2017
9-й на Agro Top Løbet, Скиве
7-й на Campione Pinse Cup, этап в Силькеборге
7-й на Poul Erik Bech Løbet
2018
3-й на Ordrup CC
10-й на Holbæks åbne løb (NC)
10-й на Hobro Løbet
2019
8-й на 2-м этапе Baltyk — Karkonosze
5-й на чемпионате Дании, командная гонка
10-й на CarPeopleløbet

#### Маунтинбайк
2016
3-й на MTB Randers Street Challenge 2016 (Motion)
2021
7-й на DCU гонке MTB в лесу Конгсхёй
Shimano MTB Liga:
10-й на 1-м этапе
7-й на 4-м этапе
2-й на критериуме велосипедной недели Раннерса
2022
10-й на MTB Randers Street Challenge 5.2

## Личная жизнь
Старший брат Каспера, Мадс Вюрц Шмидт — чемпион мира в индивидуальной гонке среди юниоров (2011) и андеров (2015).